# GIF Sundsvall
El GIF Sundsvall o Gymnastik- och Idrottsförening Sundsvall, és un club suec de futbol de la ciutat de Sundsvall, a la regió de Norrland. Actualment juguen a l'Allsvenskan, la categoria superior del futbol suec.

## Història
El club va ser fundat el 25 d'agost del 1903 al Cafè Matilda Andersson. Aleshores, GIF Sundsvall volia dir Godtemplarnas Idrotts Förening Sundsvall, i l'equip estava pràcticament restringit als que s'abstenien de beure alcohol fins que aquesta limitació va ser eliminada el 1920. A partir d'aleshores, les sigles van passar a significar, fins al dia d'avui, "Gymnastik och Idrottsföreningen Sundsvall" (Associació de Gimnàstica i Esport de Sundsvall).
El GIF Sundsvall també tenia un equip de futbol femení i un altre d'hoquei sobre gel. El 1985 l'equip de dones va ser transferit al Sundsvalls DFF, especialment perquè les dones de l'equip estaven decebudes de la falta de suport de l'equip masculí.